# Carmen Argenziano
Carmen Antimo Argenziano (Sharon, Pennsylvania, 1943. október 27. – Los Angeles, Kalifornia, 2019. február 10.) amerikai színész.

## Filmjei

### Mozifilmek
- Büntető park (Punishment Park) (1971)
- Egy ember halott (Un homme est mort) (1972)
- A Keresztapa II. (The Godfather: Part II) (1972)
- A cápák kincse (Sharks' Treasure) (1975)
- A város ura (Vigilante Force) (1976)
- A főnök fia (The Boss' Son) (1978)
- Ismeretlen hívás (When a Stranger Calls) (1978)
- Az igazság útja (Sudden Impact) (1983)
- Szívrablók (Heartbreakers) (1984)
- Ármány és szőke (Into the Night) (1985)
- Mutasd meg, ki vagy (Stand and Deliver) (1988)
- A vádlottak (The Accused) (1988)
- Vörös skorpió (Red Scorpion) (1988)
- A pentagram (1990)
- Őrjítő vágy (Unlawful Entry) (1992)
- Gyilkosság szexhívásra (Dead Connection) (1994)
- A terror gyermeke (The Tie That Binds) (1995)
- Rés a pajzson (Broken Arrow) (1996)
- Egy gyilkosság forgatókönyve (A Murder of Crows) (1998)
- Állj, vagy jövök! (Blue Streak) (1999)
- Tolvajtempó (Gone in Sixty Seconds) (2000)
- Halálnemek (A Better Way to Die) (2000)
- Sorsforduló (Malevolent) (2002)
- Azonosság (Identity) (2003)
- Angyalok és démonok (Angels & Demons) (2009)
- Szingularitás (Singularity) (2017)

### Tv-filmek
- Ikerdetektívek (Twin Detectives) (1976)
- Démoni szépség (Too Good to Be True) (1988)
- Karácsonyi meglepetés (A Mom for Christmas) (1990)
- S.O.S. zuhanunk (Crash Landing: The Rescue of Flight 232) (1992)
- Az Andrew hurrikán (Triumph Over Disaster: The Hurricane Andrew Story) (1993)
- Fejjel a falnak (Against the Wall) (1994)
- Ne add el a gyermeked! (Moment of Truth: Cradle of Conspiracy) (1994)
- Lassú tűzön (The Burning Season) (1994)
- Médium – Veszedelmes erő (Momentum) (2003)
- Nyomoz a professzor (Murder 101) (2006)

### Tv-sorozatok
- Kojak (1974, egy epizódban)
- Columbo (1975, egy epizódban)
- T. J. Hooker (1983, egy epizódban)
- A szupercsapat (The A-Team) (1984, egy epizódban)
- Booker (1989–1990, 22 epizódban)
- Melrose Place (1992–1994, nyolc epizódban)
- Száguldó vipera (Viper) (1994, egy epizódban)
- Vészhelyzet (ER) (1995, egy epizódban)
- JAG – Becsületbeli ügyek (JAG) (1997, egy epizódban)
- Walker, a texasi kopó (Walker, Texas Ranger) (1994, 1997, két epizódban)
- Chicago Hope Kórház (Chicago Hope) (1998, egy epizódban)
- Ügyvédek (The Practice) (1998, 2003, két epizódban)
- Csillagkapu (Stargate SG-1) (1998–2005, 22 epizódban)
- Ally McBeal (1999, egy epizódban)
- Ötösfogat (Party of Five) (2000, egy epizódban)
- Az elnök emberei (The West Wing) (2002, egy epizódban)
- CSI: A helyszínelők (CSI: Crime Scene Investigation) (2006, egy epizódban)
- Az elnöknő (Commander in Chief) (2006, egy epizódban)
- CSI: New York-i helyszínelők (CSI: NY) (2006–2008, hat epizódban)
- Doktor House (House M.D.) (2007, három epizódban)
- Gyilkos elmék (Criminal Minds) (2009, egy epizódban)
- A mentalista (The Mentalist) (2010, egy epizódban)